# ماريا داهل
ماريا جوهانا داهل (26 يوليو 1872 - 6 يناير 1972)، عالمة حيوانات أمانية من أصل اوكراني متخصصة في علم العنكبوتيات وطب السرطان [الإنجليزية] . شاركت في تأليف وتحرير سلسلة علم الحيوان (الحياة البرية في ألمانيا) Die Tierwelt Deutschlands  بين عامي 1925 و 1968 مع زوجها فريدريك داهل. 